# Станек, Райн
Райн Томас Станек (англ. Ryne Thomas Stanek, 26 июля 1991, Сент-Луис, Миссури) — американский бейсболист, питчер клуба Главной лиги бейсбола «Хьюстон Астрос».

## Карьера
После окончания школы Райн поступил в Университет штата Арканзас, в составе студенческой команды играл в чемпионате NCAA. За два сезона в составе Рейзорбэкс он выиграл 12 матчей, проиграл 6, показатель пропускаемости ERA составил 3,27. В 2013 году Райн был лучшим молодым игроком Юго-Восточной конференции по версии сайта Baseball America. В 2012 году вместе с командой он дошёл по полуфинала плей-офф студенческой Мировой серии. На драфте МЛБ 2013 года Станек был выбран «Тампой» в первом раунде под общим 29 номером. Сумма бонуса при подписании контракта с клубом составила 1 758 300 долларов. На профессиональном уровне Райн дебютировал 8 мая 2014 года в составе клуба «Боулинг-Грин Хот Родс». Сыграв за команду в девяти матчах, Райн был переведён в состав «Шарлотт Стоун Крабс».
Сезон 2015 года Станек начал в «Шарлотт», за который провёл девять игр, одержав четыре победы. Затем он был переведён в AA-лигу в «Монтгомери Бисквитс».
В мае 2017 года Райн впервые был переведён в основной состав «Рейс» и дебютировал в Главной лиге бейсбола.
В сезоне 2019 года Станек был задействован в «Тампе» в роли открывающего игры питчера. Он выходил на поле в стартовом составе в 27 играх, ни разу не проведя более двух иннингов. Ещё 14 матчей Райн провёл в роли реливера. Тридцать первого июля клуб обменял его в «Майами Марлинс». В 2020 году он сыграл за «Марлинс» в девяти матчах с пропускаемостью 7,20, а также провёл два иннинга без пропущенных ранов в Дивизионной серии Национальной лиги. После завершения сезона Станек получил статус свободного агента. В январе 2021 года он заключил однолетний контракт с Хьюстоном, сумма соглашения составила 1,1 млн долларов.